# Кохлеоида

Кохлеоида при

Кохлео́ида — плоская трансцендентная кривая.

## Геометрическое определение
Возможны несколько способов определить кохлеоиду геометрически.
1. Рассмотрим всевозможные дуги данной окружности, имеющие начало в одной и той же точке {\displaystyle A}. Тогда центры тяжести таких дуг образуют кохлеоиду.
2. Рассмотрим всевозможные окружности, касающиеся данной прямой в одной и той же точке {\displaystyle M}. Отложим на каждой окружности от точки {\displaystyle M} дугу заданной длины {\displaystyle a}. Тогда концы дуг образуют кохлеоиду.

## Алгебраическое определение
- Уравнение в полярных координатах:

{\displaystyle r={\frac {a\sin \theta }{\theta }}}
- Уравнение в декартовых координатах:

{\displaystyle (x^{2}+y^{2})\operatorname {arctg} {\frac {y}{x}}=ay}
- Параметрические уравнения:

{\displaystyle x={\frac {a\sin t\cos t}{t}}}
{\displaystyle y={\frac {a\sin ^{2}t}{t}}}